# Zambana
Zambana är en ort och frazione i kommunen Terre d'Adige i provinsen Trento i regionen Trentino-Sydtyrolen i Italien. 
Zambana upphörde som kommun den 1 januari 2019 och bildade med den tidigare kommunen Nave San Rocco den nya kommunen Terre d'Adige. Den tidigare kommunen hade 1 708 invånare (2018).